# Mončegorsk
Mončegorsk (anche traslitterata come Monchegorsk) è una cittadina della Russia europea settentrionale, situata nella penisola di Kola all'estremità settentrionale del lago Imandra, compresa amministrativamente nell'oblast' di Murmansk.
Cittadina mineraria fondata nel 1937, Mončegorsk basa la sua economia sull'estrazione e la lavorazione di minerali di nichel e rame; la presenza di fabbriche molto inquinanti, unita alla scarsa attenzione prestata dai governanti sovietici che le hanno impiantate, fa sì che l'intera area sia afflitta da gravissimi problemi di inquinamento del suolo e delle acque.

## Galleria d'immagini

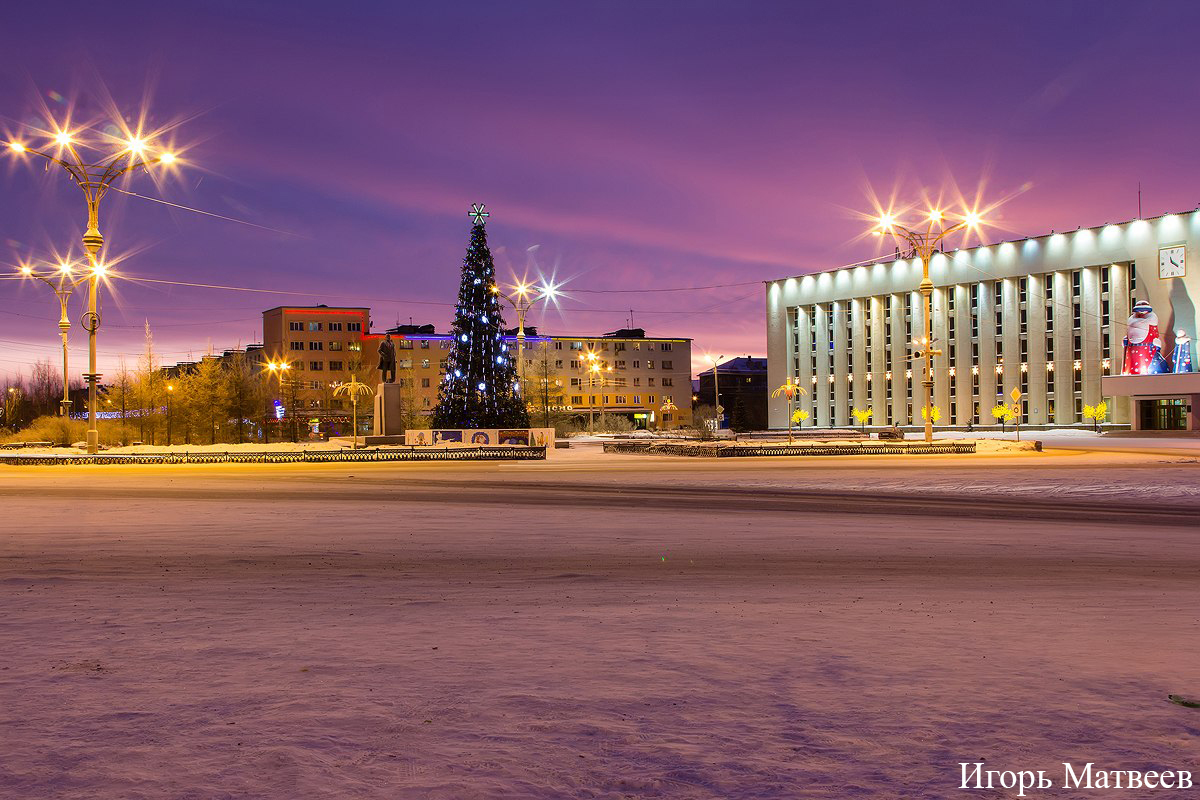
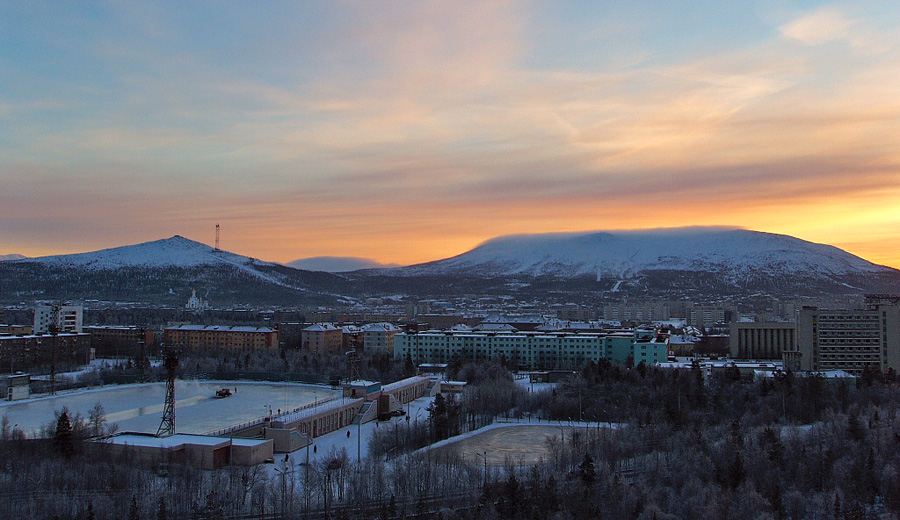
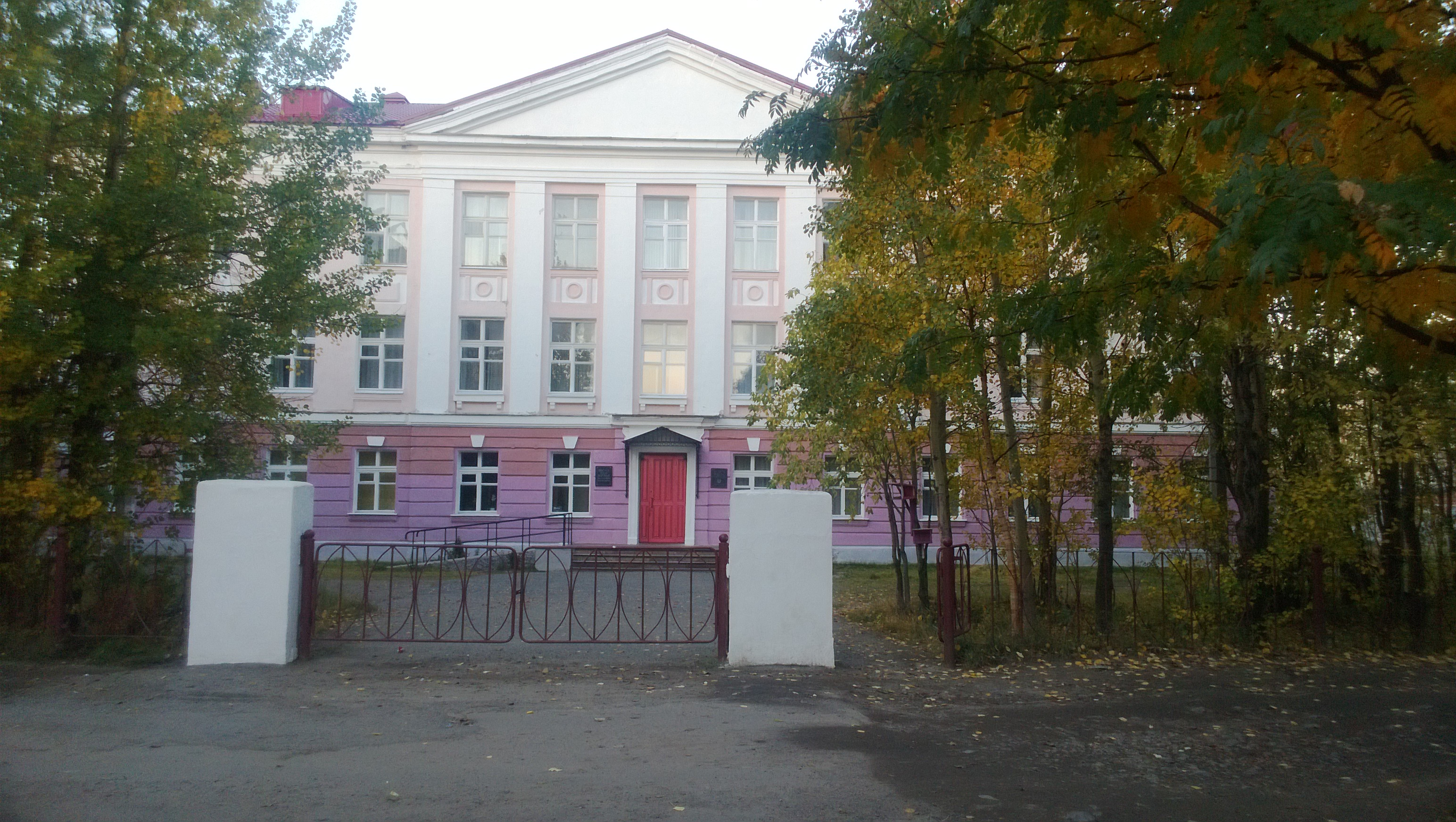
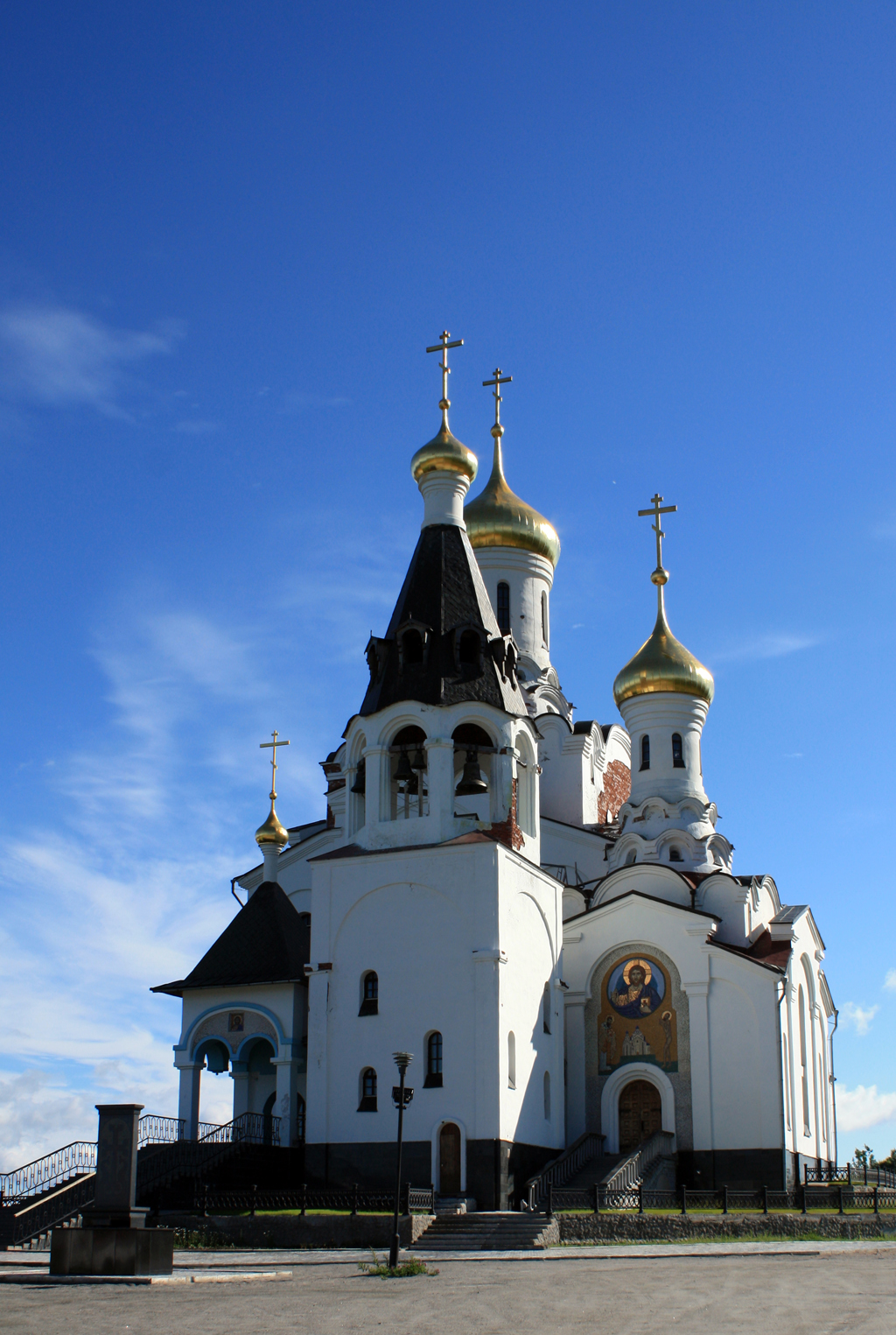

## Società

### Evoluzione demografica
Fonte: mojgorod.ru
- 1959: 45.500
- 1979: 51.400
- 1989: 68.700
- 2002: 52.242
- 2007: 49.400